# Rainer Probst

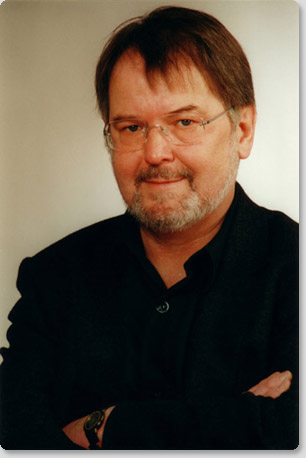
Rainer Probst

Rainer Josef Probst (* 14. Dezember 1941 in Wien; † 14. November 2004 in Mainz) war ein deutscher Maler, Pädagoge und Schulpolitiker in der Pfalz und Rheinhessen.

## Leben und Werk
Seine Eltern waren der aus einer Mainzer Juristenfamilie stammende Oberregierungsdirektor Franz Lothar Maria Probst und Gertrude Probst, geb. Zahn. Nach einer laut eigenen Aussagen traumatisierenden Kindheit, in der er sechs Monate interniert war und aus Wien flüchten musste, lebte er in größter Armut mit seiner Mutter in Bermersheim vor der Höhe. Das Mainzer Elternhaus der Familie wurde im Krieg zerstört. Erst mit der Rückkehr seines Vaters aus der Kriegsgefangenschaft und der Übersiedlung nach Neustadt an der Weinstraße im Jahre 1953 verbesserte sich die Lebenssituation allmählich.
Die eigenen traumatischen Erlebnisse im Laufe der letzten Kriegsjahre sowie die Zeit danach, sowie die intensive zeitgeschichtliche Auseinandersetzung mit den Kriegsfolgen, die er durch seinen Vater und dessen Freunde erfuhr, wie z. B. Emil Heinrich Darapsky und Josef Nikodemus, die im Dritten Reich Widerstand leisteten, prägten ihn früh und nachhaltig.
Derart geprägt wurde er im damaligen Schulsystem bald zum Schulverweigerer. Auch ein Wechsel vom Gymnasium in Neustadt an ein privates Gymnasium in Mannheim schuf in dieser Hinsicht keine Abhilfe. Das Lehrpersonal vertrat, wie es Rainer Probst formulierte, zu häufig die Mentalität und die Ansichten aus der Zeit des Dritten Reiches.
Er brach die Schule vor der Abiturprüfung ab und bewarb sich zum Kunststudium an der Freien Akademie Mannheim bei Paul Berger-Bergner, den er schon bald als Mentor gewinnen konnte. Berger-Bergner gehörte zum Kreis der „Expressiven Realisten“ in Dresden (1890–1914), die später als „entartete Künstler“ Ausstellungsverbot erhielten.
Nach dem ersten Ausbildungsjahr in Mannheim wechselte er zur Kunstakademie Saarbrücken, an der er seine Grundlehre bei Oskar Holweck absolvierte. Anschließend kehrte er nach Mannheim zurück. Prof. Berger-Bergner machte ihn mit den Werken von Cezanne, Beckmann, Kokoschka und den verschollenen Künstlern der Dresdner Sezession bekannt. 1964 schloss er sein Kunststudium als Meisterschüler ab. Anschließend machte er eine Ausbildung zum musisch-technischen Fachlehrer, die er mit der Lehrbefähigung für alle Schularten abschloss. Von nun an liefen künstlerische Tätigkeit, politische Tätigkeit und Lehrtätigkeit parallel.
Rainer Probst verstarb am 14. November 2004 in Mainz. Er war verheiratet mit Ulrike Dickhaus und Vater einer Tochter. Er hinterlässt ein umfangreiches Werk an Gemälden in privater und öffentlicher Hand. Seine bildungspolitischen Ansichten fanden Eingang in die Einführung von Integrierten Gesamtschulen in Rheinland-Pfalz.

### Politisches Wirken
Als langjähriges Mitglied der SPD trat er wie die Bundestagsabgeordneten Karl-Heinz Hansen und Manfred Coppik aus Protest gegen die Verabschiedung des NATO-Doppelbeschlusses vom 12. Dezember 1979 durch die sozialliberale Regierung von Helmut Schmidt aus der SPD aus.
Er und seine Frau Ulrike Dickhaus gehörten zu den Gründungsmitgliedern der Partei DS (Demokratische Sozialisten) beim 1. Parteitag am 28. November 1982 in Münster, wie auch der „Friedensliste 84“, ein Wahlbündnis linker Parteien und Personen, die sich gegen eine Stationierung von Mittelstreckenraketen in Europa wendeten und für eine Verständigung der beiden Machtblöcke im Kalten Krieg votierten.
Rainer Probst war aktives Mitglied der „Künstler für den Frieden“, eine Vereinigung von über 200 Schauspielern, Musikern und bildenden Künstlern, die von 1981 bis 1983 vier große Konzerte gegen Aufrüstung und Krieg veranstalteten.
1993 trat er der PDS bei und vertrat 2000–2002 als einer der Sprecher die rheinland-pfälzischen Mitglieder im Parteirat.
Ab 2003 arbeitete er als Mitglied der Bundeskommission am Entwurf des neuen Parteiprogramms bei den Punkten „Bildung“ und „Kunst“ maßgeblich mit. Die Verabschiedung auf dem Parteitag 30./31. Oktober 2004 in Potsdam konnte er nur noch vom Krankenbett verfolgen.

#### Bildungspolitisches Wirken
Nach ersten Jahren als Kunstpädagoge in baden-württembergischen Schulen wechselte er 1971 nach Rheinland-Pfalz, wo er an den Realschulen in Mutterstadt und Frankenthal unterrichtete. Sein erklärtes politisches Ziel war die Veränderung des „separierenden Schulsystems“, das zehnjährige Kinder bereits in drei Stufen separierte. Daher beteiligte er sich von 1981 an am Aufbau der integrierten Gesamtschule in Rheinland-Pfalz. Er begründete das Wahlfach „Kunsthandwerk – Handwerkskunst“. Auf seine Initiative hin bekamen die Integrierten Gesamtschulen IGS 1993 eine eigene Personalvertretung. Von 1993 bis zu seiner Pensionierung 2003 arbeitete er als Vorsitzender des Hauptpersonalrats IGS am Bildungsministerium in Mainz weiter an der Entwicklung und dem Fortbestehen der Integrierten Gesamtschulen in Rheinland-Pfalz. Als Anerkennung seiner Lebensleistung hielt die damalige rheinland-pfälzische Bildungsministerin Doris Ahnen im Jahr 2003 die Eröffnungsrede der großen Retrospektive seines malerischen Werks, die aus Anlass seiner Pensionierung stattfand.

### Malerisches Werk
Probst schuf Bilder mit bedrängenden Themen der Menschheit: Krieg, Protest, Umweltzerstörung. Großformatig und im expressiven Duktus künden sie vom Leid der Menschen und fordern Stellungnahme des Betrachters. Sein Hauptwerk allerdings umfassen seine Stillleben. Eine introspektive Sicht auf Dinge des Alltags lassen dabei Bezüge zu Giorgio Morandi und der „Pittura metafisica“ erkennen. Sparsamkeit der Objekte, der verwendeten Farben, der Behandlung des umgebenden Raumes führen den Betrachter schnell über das sinnlich Wahrgenommene hinaus in eine zweite transzendente Ebene. Die bevorzugte Beschäftigung mit den Farben Weiß und Schwarz in seinem Spätwerk verstärken diesen Bezug zum Übersinnlichen.

## Ausstellungen
- 1965–1987: Teilnahme an Gruppenausstellungen im Rhein-Neckar-Raum u. a. Kunsthalle Hackmuseum Ludwigshafen, Neustadt/Wstr., Villa Streccius Landau, Pfalzpreisausstellungen 1986 und 1989 in Kaiserslautern. Landeskunstausstellungen 1989 in Trier und 1992/1993 in Mainz – Ankauf Landesmuseum RLP. Mehrere Einzelausstellungen im Rhein-Neckarraum.
- 1998: Kunstausstellung und Dokumentation: Jüdischer Friedhof Dalsheim
- 2002: Blickachse Worms
- 2003: Retrospektive „Protest und Poesie“ in Flörsheim-Dalsheim
- 2004: „Poesie des Alltäglichen“ in Nierstein
- 2005: Retrospektive GEW Worms
- 2009: Ausstellung zum 5. Todestag: „Brot und Rosen“, Kunstverein Worms
- 2011: Politische Bilder. Café Vienna, Mannheim
- 2013: „Vor der Mauer“, Wormser Kulturzentrum